# Robert Guillet
Robert Guillet (né le 22 février 1972 à Montréal, dans la province de Québec au Canada) est un joueur professionnel canadien de hockey sur glace.

## Carrière de joueur
Il a joué avec le Collège français de Longueuil et le Collège français de Verdun dans la Ligue de hockey junior majeur du Québec.
Lors du repêchage de 1990, il est choisi en 3e ronde (60e au total) par les Canadiens de Montréal.
Il commence sa carrière professionnelle en automne 1992, alors qu’il porte les couleurs des Thunderbirds de Wheeling de l'East Coast Hockey League et des Canadiens de Fredericton de la Ligue américaine de hockey.
Après avoir passé la saison 1995-1996 avec les Admirals de Milwaukee de la Ligue internationale de hockey, il prend la direction de l’Europe.
Après une saison avec le HC Milano du Championnat d'Italie de hockey sur glace, puis une autre saison avec le SC Luzern, il passe huit saisons dans la DEL. Il évolue alors avec les Capitals de Berlin, le Augsburger Panther, les Ice Tigers de Nuremberg et les Krefeld Pinguine.
Lors de la saison 2006-2007, il prend la direction de l’Autriche, alors qu’il se joint au Graz 99ers du Championnat d'Autriche de hockey sur glace.
Après avoir terminé la saison 2007-2008 avec les Pelicans Lahti de la SM-liiga, il revient au Canada et il signe un contrat avec le Lois Jeans de Pont-Rouge de la Ligue nord-américaine de hockey.
Après avoir terminé la saison 2009-2010 avec le Saint-François de Sherbrooke, il décide de prendre sa retraite.
Le 1er novembre 2011, il fait un retour au jeu, alors qu'il signe un contrat avec l’Isothermic de Thetford Mines.

## Statistiques
| Saison    | Équipe                        | Ligue    |    | Saison régulière | Saison régulière | Saison régulière | Saison régulière | Saison régulière |    | Séries éliminatoires | Séries éliminatoires | Séries éliminatoires | Séries éliminatoires | Séries éliminatoires |
| Saison    | Équipe                        | Ligue    | PJ | B                | A                | Pts              | Pun              | PJ               | B  | A                    | Pts                  | Pun                  |                      |                      |
| 1989-1990 | Collège français de Longueuil | LHJMQ    | 69 | 32               | 40               | 72               | 132              | 7                | 2  | 1                    | 3                    | 15                   |                      |                      |
| 1990-1991 | Collège français de Longueuil | LHJMQ    | 69 | 55               | 32               | 87               | 96               | 8                | 4  | 7                    | 11                   | 27                   |                      |                      |
| 1991-1992 | Collège français de Verdun    | LHJMQ    | 67 | 56               | 62               | 118              | 109              | 19               | 14 | 11                   | 25                   | 26                   |                      |                      |
| 1992-1993 | Thunderbirds de Wheeling      | ECHL     | 15 | 16               | 14               | 30               | 8                | -                | -  | -                    | -                    | -                    |                      |                      |
| 1992-1993 | Canadiens de Fredericton      | LAH      | 42 | 16               | 15               | 31               | 38               | 1                | 0  | 0                    | 0                    | 0                    |                      |                      |
| 1993-1994 | Canadiens de Fredericton      | LAH      | 78 | 38               | 40               | 78               | 48               | -                | -  | -                    | -                    | -                    |                      |                      |
| 1994-1995 | Canadiens de Fredericton      | LAH      | 48 | 14               | 15               | 29               | 23               | 17               | 10 | 6                    | 16                   | 28                   |                      |                      |
| 1995-1996 | Admirals de Milwaukee         | LIH      | 71 | 21               | 19               | 40               | 67               | 1                | 0  | 0                    | 0                    | 0                    |                      |                      |
| 1996-1997 | HC Milano                     | Série A  | 48 | 42               | 36               | 78               | 172              |                  |    |                      |                      |                      |                      |                      |
| 1997-1998 | SC Lucerne                    | LNB      | 40 | 39               | 34               | 73               | 92               |                  |    |                      |                      |                      |                      |                      |
| 1998-1999 | Capitals de Berlin            | DEL      | 50 | 26               | 22               | 48               | 60               | -                | -  | -                    | -                    | -                    |                      |                      |
| 1999-2000 | Capitals de Berlin            | DEL      | 49 | 13               | 18               | 31               | 52               | 7                | 6  | 1                    | 7                    | 16                   |                      |                      |
| 2000-2001 | Capitals de Berlin            | DEL      | 55 | 16               | 19               | 35               | 106              | 5                | 2  | 2                    | 4                    | 6                    |                      |                      |
| 2001-2002 | Augsburger Panther            | DEL      | 55 | 28               | 26               | 54               | 161              | 4                | 0  | 2                    | 2                    | 33                   |                      |                      |
| 2002-2003 | Ice Tigers de Nuremberg       | DEL      | 52 | 13               | 27               | 40               | 50               | 5                | 1  | 3                    | 4                    | 6                    |                      |                      |
| 2003-2004 | Krefeld Pinguine              | DEL      | 44 | 24               | 16               | 40               | 70               | -                | -  | -                    | -                    | -                    |                      |                      |
| 2003-2004 | HC Davos                      | LNA      | -  | -                | -                | -                | -                | 5                | 0  | 0                    | 0                    | 0                    |                      |                      |
| 2004-2005 | Krefeld Pinguine              | DEL      | 51 | 20               | 26               | 46               | 30               | -                | -  | -                    | -                    | -                    |                      |                      |
| 2005-2006 | Krefeld Pinguine              | DEL      | 51 | 16               | 28               | 44               | 52               | 5                | 3  | 4                    | 7                    | 16                   |                      |                      |
| 2006-2007 | Graz 99ers                    | EBEL     | 44 | 22               | 30               | 52               | 56               | -                | -  | -                    | -                    | -                    |                      |                      |
| 2007-2008 | Graz 99ers                    | EBEL     | 31 | 19               | 19               | 38               | 20               | -                | -  | -                    | -                    | -                    |                      |                      |
| 2007-2008 | Pelicans Lahti                | SM-liiga | 9  | 0                | 2                | 2                | 4                | 1                | 0  | 0                    | 0                    | 2                    |                      |                      |
| 2008-2009 | Lois Jeans de Pont-Rouge      | LNAH     | 43 | 30               | 49               | 79               | 48               | 15               | 4  | 17                   | 21                   | 28                   |                      |                      |
| 2009-2010 | Lois Jeans de Pont-Rouge      | LNAH     | 31 | 15               | 26               | 41               | 18               | -                | -  | -                    | -                    | -                    |                      |                      |
| 2009-2010 | Saint-François de Sherbrooke  | LNAH     | 9  | 7                | 8                | 15               | 8                | 9                | 2  | 9                    | 11                   | 14                   |                      |                      |
| 2011-2012 | Isothermic de Thetford Mines  | LNAH     | 35 | 18               | 29               | 47               | 16               | 12               | 4  | 10                   | 14                   | 14                   |                      |                      |
| 2012-2013 | Isothermic de Thetford Mines  | LNAH     | 33 | 13               | 22               | 35               | 14               | 5                | 2  | 4                    | 6                    | 2                    |                      |                      |

## Trophées et honneurs personnels
- Ligue nord-américaine de hockey
  - 2008-2009 : remporte la Coupe Futura avec le Lois Jeans de Pont-Rouge.
  - 2011-2012 : remporte la Coupe Canam avec l'Isothermic de Thetford Mines.
- Ligue de hockey junior majeur du Québec
  - 1989-1990 : élu dans l’équipe d’étoiles des recrues.
  - 1990-1991 : élu dans la première équipe d’étoiles.
  - 1991-1992 : remporte le trophée Guy-Lafleur remis au joueur le plus utile des séries éliminatoires, la Coupe du président, participe à la Coupe Memorial et élu dans la deuxième équipe d’étoiles.